# Castroverde de Cerrato
Castroverde de Cerrato es una localidad y municipio situado en el Valle del Esgueva, comarca de El Cerrato,  provincia de Valladolid, comunidad autónoma de Castilla y León, España. Limita al norte con la provincia de Palencia, al oeste con Villaco y Torre de Esgueva , al sur con Valbuena de Duero y al este con Torre de Esgueva y Fombellida.

## Toponimia
Existen varias teorías sobre el origen del nombre del pueblo:
- Puede ser que el nombre de la villa haga referencia a un antiguo asentamiento humano (castro) de época celtíbera.
- Ya en la Edad Media, durante la reconquista, se construiría un castillo, para, junto con más fuertes, defender el norte del Duero de ataques de Al-Ándalus. Este castillo recibió el nombre de El Castillo Verde, debido al color que presentaban las tierras de su actual término municipal.

## Geografía
Existen restos de un antiguo asentamiento humano (castro) de época celtíbera y que según parece se localizaba en el pago de El Paredón, donde apareció una tumba fechada en esa época. De época romana se sabe que existe una villa a orillas del río Esgueva en el pago de La Serna, que ocupa una superficie de hectárea y media. Ya más posteriormente y de época medieval, en el paraje de El Barrial sería localizada una necrópolis con algunas estelas. También en el término municipal se encuentran restos de un despoblado conocido con el evocador nombre de Granadilla, que debió de ser un lugar poblado por mozárabes huidos del Ándalus en el siglo X.

### Comunicaciones

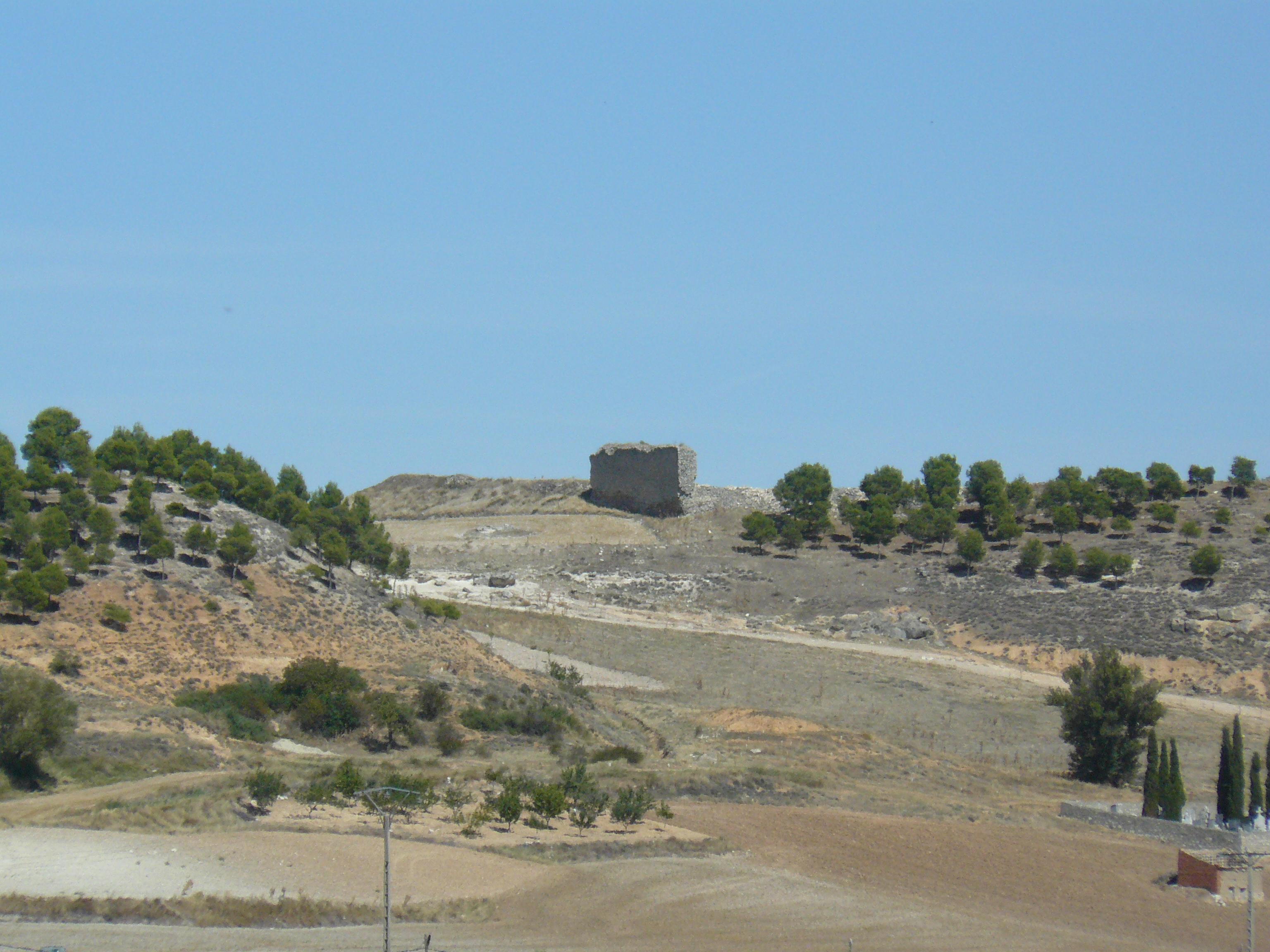
Castillo de Castroverde de Cerrato

Para llegar en su vehículo particular:
- Desde Valladolid: Por la VA-140, en el kilómetro 44.
- Del pueblo sale la carretera VP-3013, a Piñel de Abajo.
- También siguiendo la VA-140 se llega a la Provincia de Palencia y Burgos.

Además existen dos líneas regulares de autobús con parada en la localidad:
- Desde Valladolid: Empresa Autodival SL.
- Desde Palencia: Empresa 'La Regional VSA.

## Historia
En la Baja Edad Media perteneció a la Meryndat de Çerrato, figurando su descripción en el libro Becerro de las Behetrías de Castilla, redactado por encargo de las Cortes de Valladolid de 1351, bajo el reinado de Pedro I de Castilla. Por haber alcanzado un mayor desarrollo se habían convertido entonces en centro o capital administrativa de su entorno más inmediato de modo que su concejo extendían su jurisdicción más allá del lugar principal o villa sobre ocho aldeas en aquellos años. Existen restos de una fortaleza amurallada del siglo IX. En el siglo XVI, hay constancia de que fue la capital del Concejo de Castroverde, que abarcaba los pueblos de Villaco, Fombellida y Torre de Esgueva; los cuatro pueblos formaban el concejo, que se mantuvo hasta mediados del siglo XVIII, en que los municipios subordinados se emanciparon.

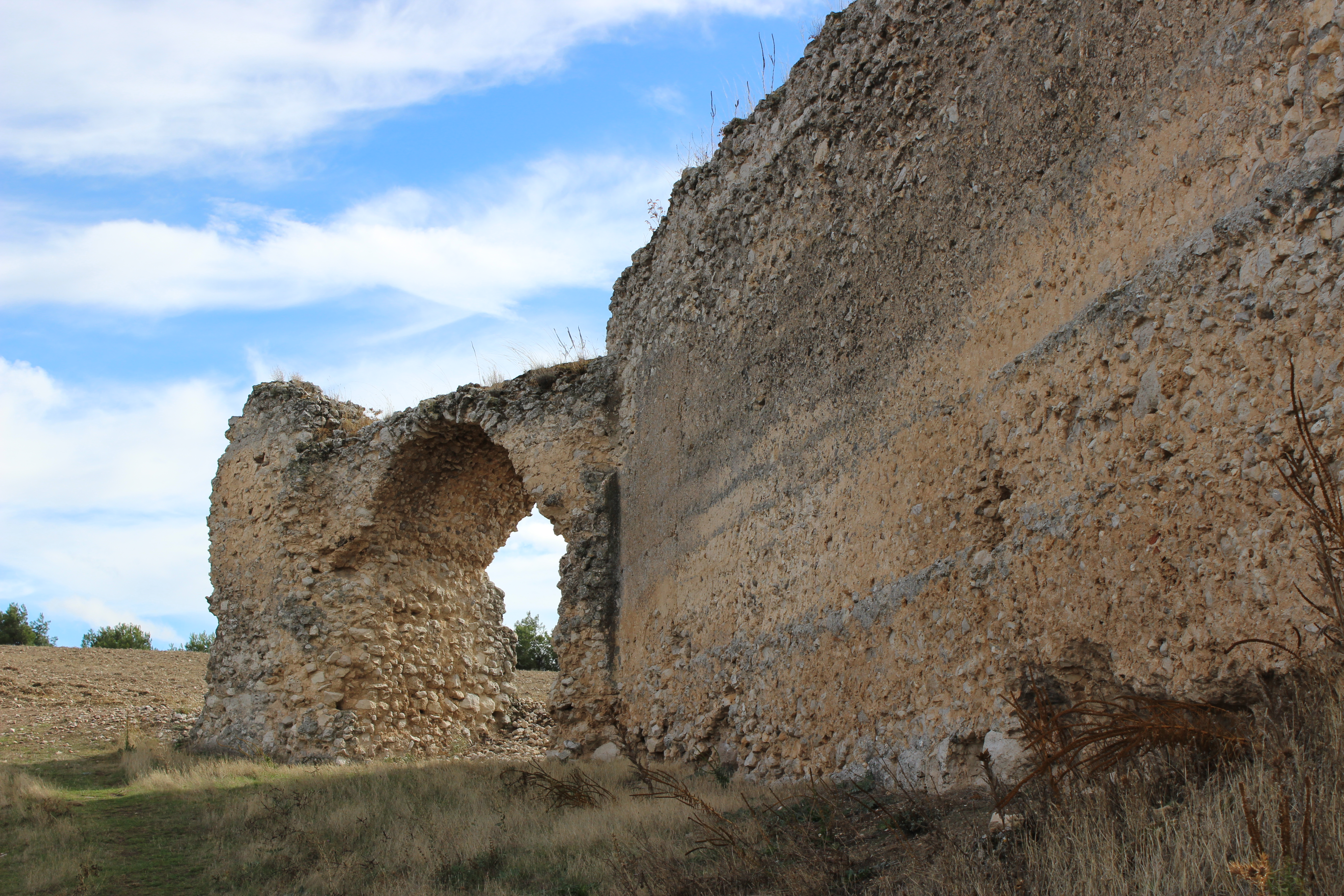
Arco de Santa Clara en el Cotarro de la Villa

## Geografía humana

### Demografía
Cuenta con una población de 189 habitantes (INE 2024).
| Gráfica de evolución demográfica de Castroverde de Cerrato entre 1842 y 2021                                          |
| |
| Población de derecho según los censos de población del INE. Población de hecho según los censos de población del INE. |

## Administración y política

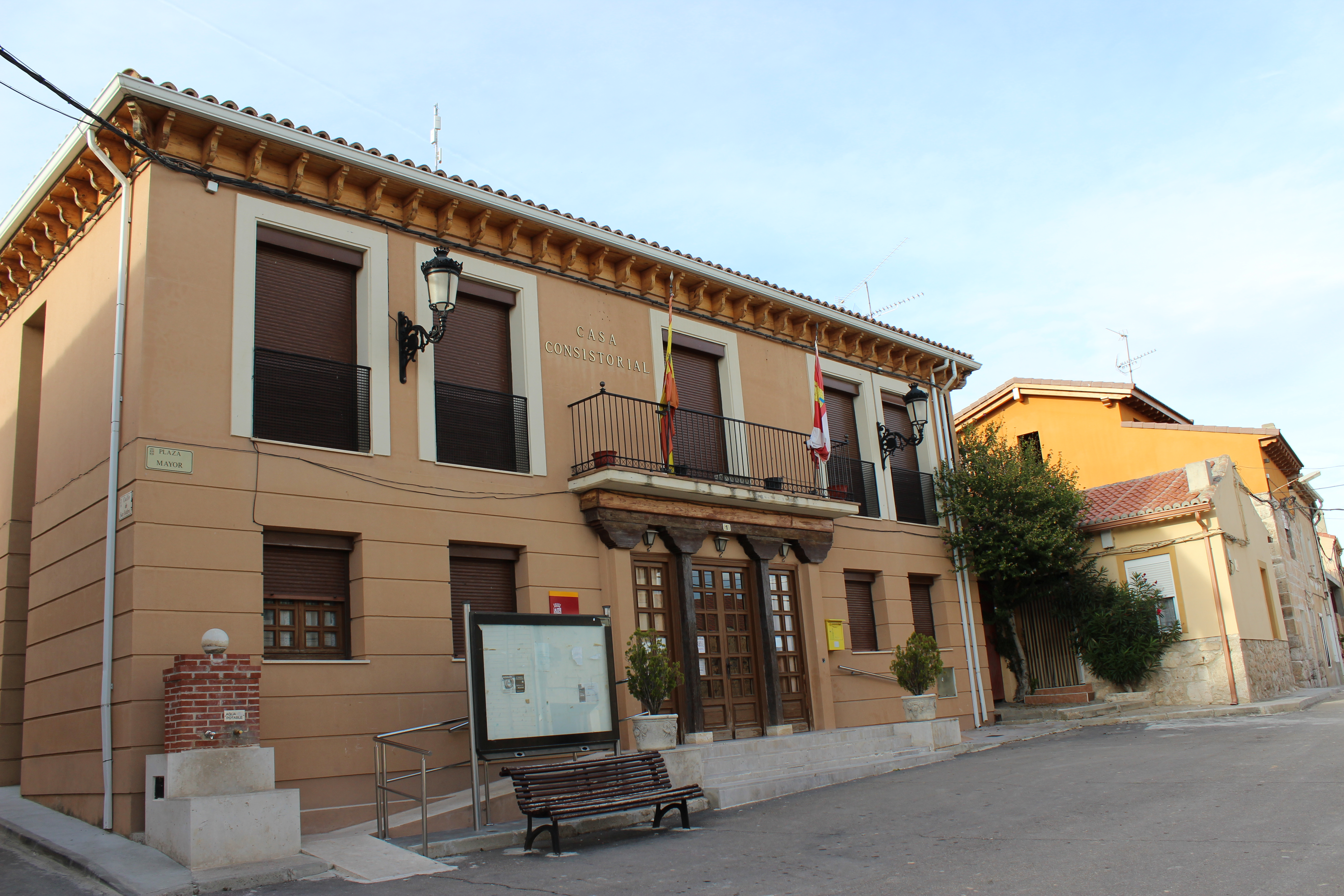
Casa consistorial

Gaudencio González Paredes (PP) es el actual alcalde de Castroverde de Cerrato. 
| Elecciones municipales de 2019 |       |         |            |
| Partido                        | Votos | %       | Concejales |
| PP                             | 66    | 43.42 % | 4          |
| CST                            | 49    | 32.24 % | 1          |
| C´s                            | 20    | 13.16 % | 0          |
| PSOE                           | 7     | 4.61 %  | 0          |

| Periodo   | Nombre                              | Partido |
| --------- | ----------------------------------- | ------- |
| 2003-2007 | José Luis Suescun Millán            | PP      |
| 2007-2011 | José Luis Suescun Millán            | PP      |
| 2011-2015 | José Luis Suescun Millán            | PP      |
| 2015-2019 | María del Carmen González Fernández | PP      |
| 2019-2023 | Gaudencio González Paredes          | PP      |

## Monumentos y lugares de interés
- Iglesia de Nuestra Señora de la Asunción.

Edificio neoclásico de 1807. De piedra con tres naves separadas por pilares que sostienen arcos de medio punto. Todo el edificio está construido en buena piedra de sillería y se accede al interior por una puerta de arco de medio punto, La nave central se cubre con bóveda de arista y las laterales con bóveda de cañón. En la capilla mayor bóveda de cañón con lunetos y arco triunfal de medio punto. Dividido en tres tramos, con coro alto a los pies. Puerta de medio punto en el lado de la Epístola. Espadaña de dos cuerpos, de piedra a los pies.
- Arco de Santa Clara en El Cotarro de La Villa.

Forma parte de las murallas del castillo medieval. Se encuentra ascendiendo a la parte alta del cerro sobre el que se encuentra la localidad.
- Castillo de Castroverde de Cerrato.

Restos históricos de un castillo.

## Cultura

### Festividades
- 14 de junio (San Basilio).
- 4 de diciembre (Santa Bárbara).
- Primera semana de agosto (Gran Fiesta de la Cosecha). Del jueves a domingo coincidiendo con primer fin de semana de agosto.

### Gastronomía
- Tortas de Cañamones

Los cañamones melados o tortas de cañamones eran una golosina o dulce que se comía mucho durante en los días de Carnaval. En el remate era el producto estrella. Este dulce se preparaba en un caldero de cobre donde se hervía miel y se echaban los cañamones. La mezcla resultante se ponía sobre un papel de estraza, y se dejaba enfriar formando una torta bastante dura pero con un sabor exquisito. La forma que se le daba en Castroverde era rectangular.